# Anies Baswedan
Anies Rasyid Baswedan (ur. 7 maja 1969 w Kuningan) – indonezyjski akademik i polityk; od 16 października 2017 r. gubernator Dżakarty; w latach 2014–2016 minister edukacji i kultury.